# Біскупинське городище

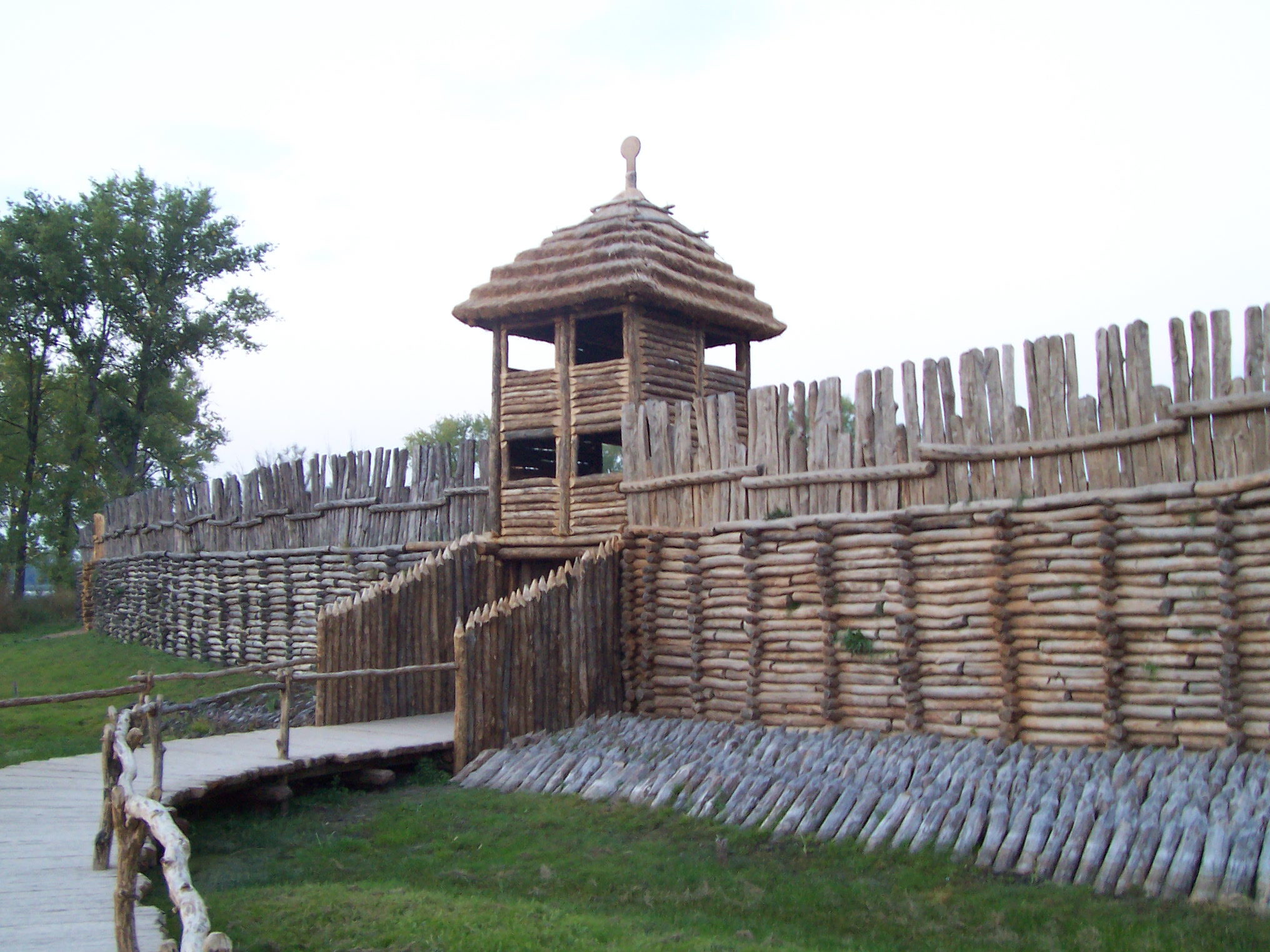
Біскупинське городище

Біску́пинське городи́ще — городище лужицької культури біля міста Познані (Польща). 

## Історія
Займало півострів на березі Біскупинського озера. Було укріплене дерев'яними стінами з брамою. Довгі дерев'яні будівлі, поділені на окремі секції, свідчать про общинний побут населення Біскупинського городища. Жителі займались землеробством, скотарством, обробкою заліза та ін. Деякі знахідки свідчать про торговельні зв'язки з скіфськими племенами Північного Причорномор'я. Городище датується 8—7 століттями до н. е. На базі пам'ятки створені археологічна станція Польської Академії наук і музей-заповідник.